# Jayson Leutwiler
Jayson Leutwiler, né le 25 avril 1989 à Neuchâtel en Suisse, est un joueur international canadien de soccer, qui évolue au poste de gardien de but. Il possède également un passeport suisse.

## Biographie

### Carrière en club
Le 11 septembre 2020, il rejoint Fleetwood Town,. Le 8 janvier 2021, il quitte le club à la suite de l’expiration de son contrat,,. Puis, le 1er février, il s’est engagé jusqu’au terme de la saison avec Huddersfield Town,,.
Le 22 juin 2021, il signe un contrat de deux ans avec Oldham Athletic qui évolue en League Two,.
Le 29 juin 2023, il rejoint Port Vale.

### Carrière internationale
Possédant à la fois la nationalité suisse et canadienne,, il est éligible pour la sélection suisse mais aussi pour le Canada, pays dont il possède des origines,. En sélection de jeune il commence à jouer avec la Suisse, mais représente finalement plus tard le Canada,.
Le 26 octobre 2016, il est convoqué pour la première fois en équipe du Canada par le sélectionneur national Michael Findlay (en), pour un match amical contre la Corée du Sud,,. 
Le 11 novembre 2016, il honore sa première sélection face à la Corée du Sud. Lors de ce match, il entre à la 46e minute de la rencontre, à la place de Simon Thomas. Le match se solde par une défaite 2-0 des Canadiens, mais n'encaissera aucun but durant son temps de jeu. Le 27 février 2017, il est de nouveau convoqué pour un match amical contre l'Écosse,. Il honore sa deuxième sélection contre l'Écosse le 22 mars 2017. Lors de ce match, il entre après la pause et garde sa cage inviolée pour la deuxième fois consécutive. 
Puis, le 27 juin 2017, il fait partie des 23 appelés par le sélectionneur national Octavio Zambrano pour la Gold Cup 2017,. Lors de ce tournoi, il ne dispute aucune rencontre. Le Canada s'incline en quart de finale face à la Jamaïque. Par la suite, le 30 mai 2019, il dispute pour la seconde fois la Gold Cup,. Il ne prend part à aucune rencontre et la sélection s'incline en quart de finale face à Haïti.
Le 1er juillet 2021, il est retenu dans la liste des vingt-trois joueurs canadiens sélectionnés par John Herdman pour disputer la Gold Cup 2021,. Lors de cette compétition, il ne prend part à aucune rencontre. Les joueurs canadiens s'inclinent en demi-finale contre le Mexique.

## Statistiques

### Statistiques détaillées
| Saison                | Club                    | Championnat           | Championnat | Championnat | Coupe(s) nationale(s) | Coupe(s) nationale(s) | Canada | Canada | Total | Total |
| Saison                | Club                    | Division              | M.          | B.          | M.                    | B.                    | M.     | B.     | M.    | B.    |
| 2009-2010             | Yverdon-Sport FC (prêt) | Challenge League      | 30          | 0           | 2                     | 0                     | -      | -      | 32    | 0     |
| 2010-2011             | FC Wohlen (prêt)        | Challenge League      | 15          | 0           | 3                     | 0                     | -      | -      | 18    | 0     |
| 2011-2012             | FC Schaffhouse (prêt)   | 1er Ligue             | 14          | 0           | -                     | -                     | -      | -      | 14    | 0     |
| 2012-2013             | Middlesbrough FC        | Championship          | 0           | 0           | 1                     | 0                     | -      | -      | 1     | 0     |
| 2013-2014             | Middlesbrough FC        | Championship          | 3           | 0           | 1                     | 0                     | -      | -      | 4     | 0     |
| Sous-total            | Sous-total              | Sous-total            | 3           | 0           | 2                     | 0                     | -      | -      | 5     | 0     |
| 2014-2015             | Shrewsbury Town         | League Two            | 46          | 0           | 8                     | 0                     | -      | -      | 54    | 0     |
| 2015-2016             | Shrewsbury Town         | League One            | 29          | 0           | 8                     | 0                     | 1      | 0      | 38    | 0     |
| 2016-2017             | Shrewsbury Town         | League One            | 43          | 0           | 6                     | 0                     | 1      | 0      | 50    | 0     |
| Sous-total            | Sous-total              | Sous-total            | 118         | 0           | 22                    | 0                     | 2      | 0      | 142   | 0     |
| 2017-2018             | Blackburn Rovers        | League One            | 1           | 0           | 4                     | 0                     | 1      | 0      | 6     | 0     |
| 2018-2019             | Blackburn Rovers        | Championship          | 5           | 0           | 0                     | 0                     | -      | -      | 5     | 0     |
| 2019-2020             | Blackburn Rovers        | Championship          | 0           | 0           | 3                     | 0                     | -      | -      | 3     | 0     |
| Sous-total            | Sous-total              | Sous-total            | 6           | 0           | 7                     | 0                     | 1      | 0      | 14    | 0     |
| 2020-2021             | Fleetwood Town          | League One            | 16          | 0           | 2                     | 0                     | -      | -      | 18    | 0     |
| 2020-2021             | Huddersfield Town       | Championship          | 0           | 0           | -                     | -                     | -      | -      | 0     | 0     |
| 2021-2022             | Oldham Athletic         | League Two            | 22          | 0           | 7                     | 0                     | -      | -      | 29    | 0     |
| 2022-2023             | Oldham Athletic         | National League       | 0           | 0           | 2                     | 0                     | -      | -      | 2     | 0     |
| Sous-total            | Sous-total              | Sous-total            | 22          | 0           | 9                     | 0                     | -      | -      | 31    | 0     |
| 2023-2024             | Port Vale               | League One            | 0           | 0           | 4                     | 0                     | -      | -      | 4     | 0     |
| Total sur la carrière | Total sur la carrière   | Total sur la carrière | 224         | 0           | 51                    | 0                     | 3      | 0      | 278   | 0     |